# Lead Us Not Into Temptation
Lead Us Not Into Temptation' es el decimocuarto álbum de David Byrne perteneciente a la banda sonora de la película "Young Adam", y los dos únicos temas vocales que se pueden encontrar en él son Speechless y The Great Western Road.

## Lista de canciones
1. Body in a River
2. Mnemonic Discordance
3. Seaside Smokes
4. Canal Life
5. Locks & Barges
6. Haitian Fight Song
7. Sex on the Docks
8. Inexorable
9. Warm Sheets
10. Dirty Hair
11. Bastard
12. The Lodger
13. Ineluctabe
14. Speechless
15. The Great Western Road

- Datos: Q520419